# Пам'ятки Березанського району
У Березанському районі Миколаївської області на обліку перебуває одна пам'ятка архітектури, та 37 — історії.

## Пам'ятки архітектури
| №п/п | Охоронний номер | Найменування пам'ятки    | Адреса                                | Рік  | Автор         | Фото |
| ---- | --------------- | ------------------------ | ------------------------------------- | ---- | ------------- | ---- |
| 1.   |                 | Адміністративний будинок | Селище Березанка, вул. Центральна, 34 | 1957 | О. І. Тищенко |      |

## Пам'ятки історії
| №п/п | Охоронний номер | Найменування пам'ятки | Адреса                                          | Рік                           | Автор              | Фото |
| ---- | --------------- | --- | ----------------------------------------------- | ----------------------------- | ------------------ | ---- |
| 1.   | 149             | Братська могила радянських воїнів (2 чоловіки) та пам'ятний знак на честь воїнів-земляків, загиблих в роки ВВВ (пам'ятник комплексний). | Смт Березанка (центр)                           | 1967 перепох. 1978, рек. 2003 |                    |      |
| 2.   | 1404            | Пам'ятник 403-му Тилигуло-Березанському полку, який встановлював Радянську владу в регіоні. | Смт Березанка (три кілометри від СМТ)           | 1978                          | ск. О. Здіховський |      |
| 3.   | 148             | Братська могила радянських воїнів (3 чоловіки) та пам'ятний знак на честь воїнів-земляків, загиблих в роки ВВВ. | Село Анатоліївка, біля будинку культури         | 1975                          |                    |      |
| 4.   | 733             | Могила радянського воїна Асадова К. М., який загинув при визволенні села Анатоліївка у березні 1944 року. | Село Анатоліївка, в центрі села                 | 1965                          |                    |      |
| 5.   | 147             | Братська могила радянських воїнів (19 чоловік) та пам'ятний знак на честь воїнів-земляків, загиблих в роки ВВВ. | Село Андріївка, Попільне (спільне кладовище)    | 1975                          |                    |      |
| 6.   | 146             | Пам'ятний знак на честь воїнів-земляків, загиблих в роки ВВВ. | Село Андрієво-Зорине, кладовище                 | 1968                          |                    |      |
| 7.   | 150             | Братська могила радянських воїнів (4 чоловіки). | Село Бессарабка, в центрі села                  | 1975                          |                    |      |
| 8.   | 151             | Пам'ятний знак на честь воїнів-земляків, загиблих в роки ВВВ. | Село Василівка, в центрі села                   | 1965                          |                    |      |
| 9.   | 152             | Братська могила мирних жителів (2 чоловіка) та пам'ятний знак на честь воїнів-земляків, загиблих в роки ВВВ. | Село Вікторівка, біля сільського клубу          | 1965                          |                    |      |
| 10.  | 153             | Братська могила членів підпільної організації села Данилівка (41 чоловік), радянських воїнів, які загинули при визволенні села Данилівка у березні 1944 року пам'ятний знак на честь воїнів-земляків, загиблих в роки ВВВ (пам'ятник комплексний). | Село Данилівка, в центрі села                   | 1967                          |                    |      |
| 11.  | 154             | Братська могила радянських воїнів (4 чоловіки). | Село Дмитрівка, в центрі села                   | 1960                          |                    |      |
| 12.  | 734             | Братська могила радянських воїнів (3 чоловіки). | Село Калабатине, кладовище                      | 1965                          |                    |      |
| 13.  | 735             | Братська могила радянських воїнів (3 чоловіки) та пам'ятний знак на честь воїнів-земляків, загиблих в роки ВВВ. | Село Калинівка, в центрі села                   | 1970                          |                    |      |
| 14.  | 156             | Група могил радянських воїнів (2 поодиноких та 2 братських могили, всього 39 чоловік) та пам'ятний знак на честь воїнів-земляків, загиблих в роки ВВВ.                                                                                             | Село Коблеве, в центрі села                     | 1970                          |                    |      |
| 15.  | 159             | Пам'ятний знак на честь воїнів-земляків, загиблих в роки ВВВ. | Село Комісарівка, в центрі села                 | 1967                          |                    |      |
| 16.  | 1466            | Братська могила мирних жителів (3 чоловіки). | Село Красне, північна околиця села, лісопарк    | 1965                          |                    |      |
| 17.  | 158             | Братська могила радянських воїнів (22 чоловіки). | Село Красне, біля сільради                      | 1970                          |                    |      |
| 18.  | 737             | Пам'ятний знак на честь воїнів-земляків, загиблих в роки ВВВ. | Село Краснопілля, в центрі села                 | 1974                          |                    |      |
| 19.  | 736             | Братська могила радянських воїнів (4 чоловіки). | Село Краснопілля, кладовище                     | 1975                          |                    |      |
| 20.  | 738             | Пам'ятний знак на честь воїнів-земляків, загиблих в роки ВВВ. | Село Виноградне, кладовище                      | 1970                          |                    |      |
| 21.  | 161             | Братська могила мирних жителів, комуністів села Лимани, розстріляних у 1941 році (3 чоловіки). | Село Лимани, кладовище                          | 1965                          |                    |      |
| 22.  | 160             | Братська могила моряків-десантників (4 чоловіки) та пам'ятний знак на честь воїнів-земляків, загиблих в роки ВВВ. | Село Лимани, в центрі села, вул. Миколи Руденка | 1970                          |                    |      |
| 23.  | 162             | Братська могила радянських воїнів (3 чоловіки) та пам'ятний знак на честь воїнів-земляків, загиблих в роки ВВВ. | Село Марківка, на кладовищі                     | 1975                          |                    |      |
| 24.  | 739             | Пам'ятний знак на честь воїнів-земляків, загиблих в роки ВВВ. | Село Михайлівка                                 | 1975                          |                    |      |
| 25.  | 740             | Братська могила радянських воїнів (22 чоловіки) та пам'ятний знак на честь воїнів-земляків, загиблих в роки ВВВ. | Село Морське, кладовище                         | 1970                          |                    |      |
| 26.  | 164             | Братська могила радянських воїнів (3 чловіки) та пам'ятний знак на честь воїнів-земляків, загиблих в роки ВВВ. | Село Новоселівка, в центрі села                 | 1967                          |                    |      |
| 27.  | 1405            | Пам'ятний знак на честь воїнів-земляків, загиблих в роки ВВВ. | Село Новофедорівка, в центрі села               | 1978                          |                    |      |
| 28.  | 165             | Братська могила радянських воїнів (12 чоловік). | Село Прогресівка, біля церкви                   | 1975                          |                    |      |
| 29.  | 167             | Братська могила морякам-десантникам (22 чоловіки) та пам'ятний знак на честь воїнів-земляків, загиблих в роки ВВВ (пам'ятник комплексний). | Село Рибаківка, в центрі села                   | 1970, рек. 2008 р.            |                    |      |
| 30.  | 741             | Пам'ятний знак на честь воїнів-земляків, загиблих в роки ВВВ. | Село Рибаківка, на кладовищі                    | 1970                          |                    |      |
| 31.  | 168             | Братська могила радянських воїнів (14 чоловік) та пам'ятний знак на честь воїнів-земляків, загиблих в роки ВВВ. | Село Ташине, в центрі села                      | 1970                          |                    |      |
| 32.  | 169             | Група могил радянських воїнів (4 одиночні могили, поховані: лейтенанти Катричко М. О., Константинов М. П., Тарасевич П. П., Чигирьов М. В.). | Село Тузли, на кладовищі.                       | 1963                          |                    |      |
| 33.  | 170             | Братська могила радянських воїнів (11 чоловік) та пам'ятний знак на честь воїнів-земляків, загиблих в роки ВВВ. | Село Тузли, біля школи                          | 1965                          |                    |      |
| 34.  | 742             | Пам'ятний знак на честь воїнів-земляків, загиблих в роки ВВВ. | Село Федорівка, в центрі села                   | 1970                          |                    |      |
| 35.  | 743             | Братська могила радянських воїнів (12 чоловік). | Село Федорівка, на кладовищі                    | 1965                          |                    |      |
| 36.  | 171             | Пам'ятний знак на честь воїнів-земляків, загиблих в роки ВВВ. | Село Щасливе, біля сільради                     | 1974                          |                    |      |
| 37.  | 737             | Могила радянських воїнів (4 чоловіки) | Село Веселий Яр, на кладовищі                   | 1965                          |                    |      |
|      |                 | |                                                 |                               |                    |      |